# وزارة المالية الاتحادية (ألمانيا)

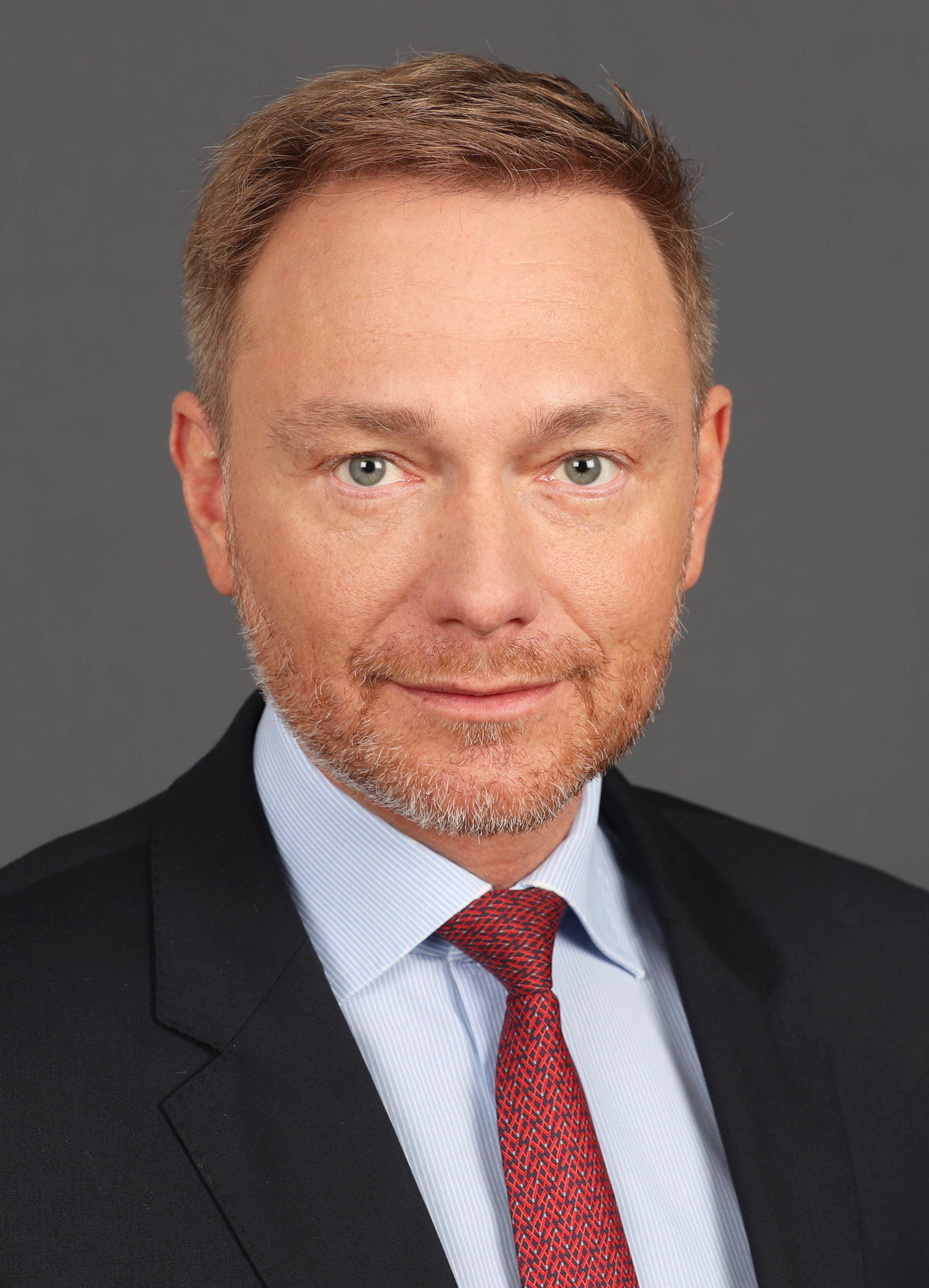
الوزير كريستيان ليندنر

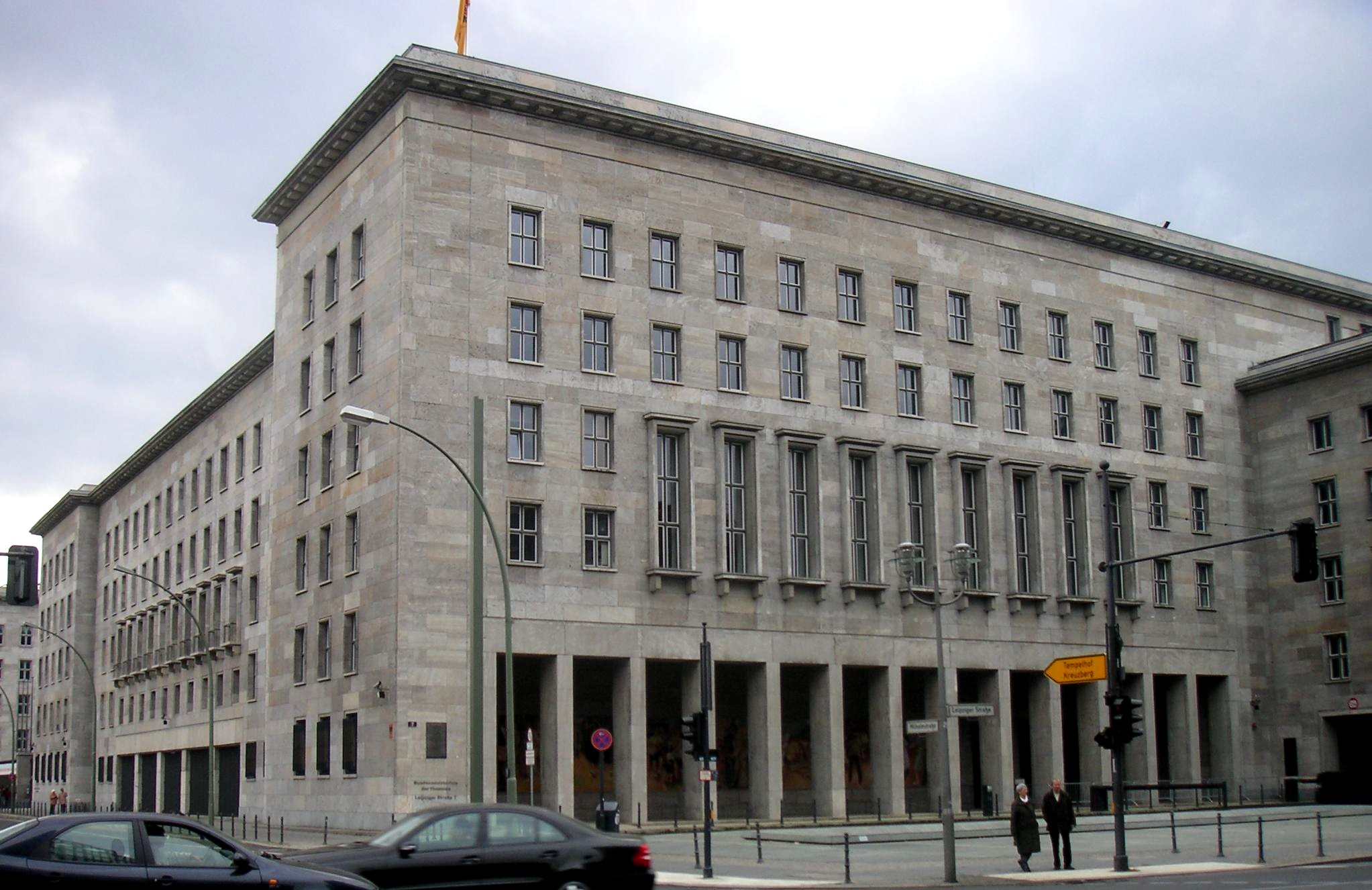
المبنى الذي يضم الوزارة

وزارة المالية الاتحادية (بالألمانية: Bundesministerium der Finanzen) تختصر BMF، هي وزارة اتحادية في جمهورية ألمانيا الاتحادية يقع مقرها الرئيسي في برلين ولها مقر فرعي في مدينة بون. يتم دعم الوزارة من قبل مجلس استشاري علمي. يرأس الوزارة منذ 8 ديسمبر 2021 كريستيان ليندنر من الحزب الديمقراطي الحر.

## تاريخ
في السياسة الألمانية تُعد وزارة المالية إلى جانب وزارات الداخلية والخارجية والعدل والدفاع كواحدة من «المحافظ الكلاسيكية»، والتي كانت أيضًا جزءًا من الحكومة الألمانية الأولى تحت حكم أوتو فون بسمارك بعد حركة التوحيد عام 1871.

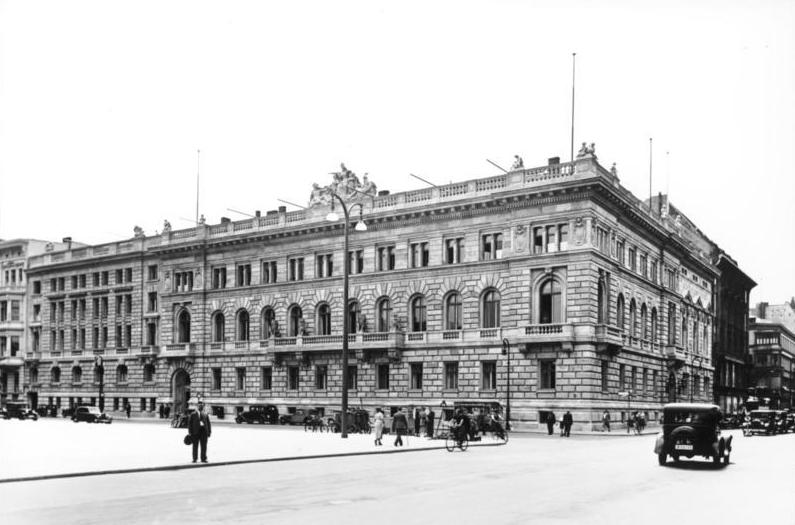
وزارة المالية ما قبل الحرب في ساحة فيلهيلم بلاتز، برلين في الثلاثينيات

كانت السياسة المالية في الإمبراطورية الألمانية في الغالب مجالًا لمختلف الولايات المسؤولة عن جميع الضرائب المباشرة وفقًا لمعاهدات زوليفيرين لعام 1833. لم تتلق الحكومة الاتحادية سوى مساهمات غير مباشرة من الولايات. كانت مسائل السياسة المالية على المستوى الاتحادي في البداية مسؤولية حصرية بالمستشارية الألمانية في عهد أوتو فون بسمارك. ومع ذلك وفي عام 1877 تم إنشاء إدارة مالية خاصة، والتي تم اعتبارا من 14 يوليو 1879 فصلها عن المستشارية باسم الخزانة الإمبراطورية (Reichsschatzamt)، وهي وكالة اتحادية مستقلة في حد ذاتها. كان يرأسها في البداية سكرتير أول ومن 1880 من قبل وزير دولة مسؤول فقط أمام المستشار.
بعد الحرب العالمية الأولى اضطرت جمهورية فايمار التي أُنشئت حديثًا إلى مواجهة تعويضات ضخمة وحالة طوارئ مالية. للتأقلم مع التداعيات أُعيد تنظيم Reichsschatzamt السابق في 1919 كوزارة اتحادية باسم Reichsministerium der Finanzen كسلطة مالية عليا يرأسها وزير اتحادي. إلى جانب تأسيس وزارة خزانة الرايخ (Reichsschatzministerium) لإدارة الممتلكات الفيدرالية تم دمج كلتا الوكالتين في عام 1923.
وقد تم تعيين وكيل الوزارة يوهان لودفيغ غراف شفيرين فون كروسيغك عام 1932 في منصب وزير المالية في حكومة المستشار فرانز فون بابن، وقد المنصب خلال الفترة النازية حتى عام 1945. وقد لعبت الوزارة دورًا حيويًا في عملية تمويل إعادة التسليح الألمانية من خلال الاستيلاء على الممتلكات اليهودية، واقتصاد الحرب الألماني ونهب الدول المحتلة في الحرب العالمية الثانية. وقد بلغ عجز الميزانية ذروة الارتفاعات عشية الحرب، وتضخمت من خلال تمويل Mefo و Oeffa الخفي. في المقابل كان على البنوك الموفرة للائتمان والمؤسسات الائتمانية أن توقع على سندات الحرب بينما يتم تنفيذ استقرار الأسعار من خلال تدخل الحكومة، وقد تم استدعاء الجمهور الألماني إلى فائض أموال البنك.
بعد الحرب العالمية الثانية أُعيد تأسيس الوزارة في عام 1949 وأُعيد تسميتها باسم وزارة مالية ألمانيا الغربية (Bundesministerium der Finanzen). منذ عام 1999 كان ديتليف-روفيدلير-هاوس (مبنى وزارة الطيران السابق) في برلين هو مقر الوزارة.
كانت وزارة المالية في برلين في ثلاثينيات وأربعينيات القرن الماضي مسؤولة عن نهب الأصول اليهودية في جميع أنحاء أوروبا. بعد استيلاء ألمانيا على النمسا في الثاني عشر من آذار عام 1938 تلقت كل أسرة يهودية في النمسا إخطار من وزارة المالية في برلين، وهو نموذج يسمى "Verzeichnis uber das Vermogen von Juden nach dem Stand von 27 April، 1938." كان على جميع الأسر اليهودية أن تُدرج قيمة جميع أصولها بما في ذلك الفضة والذهب والعقارات والحسابات المصرفية والأعمال التجارية / المخزونات والمجوهرات.وقد شمل هذا حتى الأدوات الفضية مثل السكاكين والشوك والملاعق. بالإضافة إلى جميع الديون المستحقة للألمان الآريين أيضا كان يجب أن تدرج. في الإخطار تم تحذير اليهود النمساويين من أنه يتعين عليهم إكمال هذه الوثائق بحلول 30 حزيران 1938 أو التعرض لعقوبة خطيرة مثل السجن. كان يجب إعادة إرسال هذه النماذج إلى Finanzamt (سلطة الضرائب) في برلين.
بعد إعادة توحيد ألمانيا عام 1991 رفضت وزارة المالية برئاسة تيو فايغل بالتعاون مع وزارة العدل برئاسة سابينه لويتهويزر شنارينبيرغر إعادة جميع العقارات في ألمانيا الشرقية التي تخص 6 مواطنين يهود نمساويين. وقد طلب المؤتمر المعني بمطالبات الممتلكات اليهودية ضد ألمانيا عودة هذه الأصول والذي وصف الرفض بأنه «صادم ومدمر». ووصفت صحيفة دي تسايت الألمانية الرفض بأنه «مصادرة ثالثة». وأشارت الصحيفة اليهودية الألمانية Allgemeine Judische Zeitung إلى ذلك على أنه «مصادرة من الباب الخلفي».

## الهيكل التنظيمي والاختصاصات
الوزارة هي السلطة الاتحادية العليا في إدارة الإيرادات وتحكم عددًا من السلطات الاتحادية الوسطى والمحلية الثانوية مثل المركز الاتحادي لتجهيز البيانات وتكنولوجيا المعلومات (ZIVIT). وتشمل محفظة الوزارة الأوسع وكالات القانون العام وشركات مثل الهيئة التنظيمية المالية (BaFin) والهيئات التنظيمية العقارية. ووزير المالية هو الوزير الوحيد الذي يمكنه نقض قرار الحكومة إذا كان سيؤدي إلى نفقات إضافية. وصفت صحيفة FAZ الألمانية وزارة المالية بأنها أهم وزارة في الحكومة الألمانية.
وزارة المالية مسؤولة عن جميع جوانب سياسة الضرائب والإيرادات في ألمانيا وتلعب دورا هاما في سياسة الاتحاد الأوروبي. وتحوي تسع إدارات عامة:
- الإدارة Z (الخدمات المركزية): تتعامل مع جميع المسائل التنظيمية الوزارية، بما في ذلك الموارد البشرية وتكنولوجيا المعلومات والتدريب المهني والإدارة والأمور الإدارية
- الإدارة I (الشؤون المالية والاقتصادية الكلية): تحديد التركيز الاستراتيجي لأدوات السياسة المالية للوزارة، والتنبؤ باتجاهات الميزانية العامة وإجراء بحوث الاقتصاد الكلي.
- الإدارة II (الميزانية الاتحادية): مسؤولة عن رسم الميزانية الاتحادية عن طريق حساب الإيرادات والإنفاق لكل نطاق في سياسة الحكومة.
- الإدارة III (الجمارك والرسوم الضريبية): مسؤولة عن استيفاء الرسوم الجمركية والرسوم الضريبة، وكذلك لرصد حركة البضائع عبر الحدود.
- الإدارة IV (الضرائب): تعمل الوزارة مع الدول الأخرى الأعضاء في الاتحاد الأوروبي على تحسين التنسيق بين مختلف نظم الضرائب.
- الإدارة V (العلاقات المالية والقانون): تنسق العلاقات المالية بين الحكومات المركزية والإقليمية والمحلية. مسؤولة أيضا عن القانون العام والشؤون القانونية والتعامل مع الإجراءات أمام المحكمة الدستورية الاتحادية الألمانية والمحاكم الأوروبية. علاوة على ذلك، تتعامل هذه الإدارة مع تسوية أعباء الحرب والتعويض عن المظالم القومية الاشتراكية وقضايا الملكية غير المحلولة في ألمانيا الشرقية.
- الإدارة VII (سياسة السوق المالية): تقوم بإدارة الدين الاتحادي، بما في ذلك إصدار الأوراق المالية للأسواق المالية والمستثمرين من القطاع الخاص والتي تضمن الحصول على حجم الائتمان المدرج في الميزانية عند الحاجة وبمعدلات السوق. مسؤولة أيضا عن البنك المركزي الألماني والبنك المركزي الأوروبي. تشكل الإطار القانوني للأسواق المالية من خلال سياستها لسوق رأس المال وتمارس الإشراف القانوني على وكالة الرقابة المالية الألمانية BaFin.
- الإدارة VIII (الخصخصة): تحدد سياسة إدارة مقتنيات الدولة التي تقوم بها بعد ذلك الإدارات الحكومية الفردية. تُشغّل مؤسسة عقارية تقوم بتسويق العقارات التي لم تعد الحكومة الألمانية بحاجة إليها وتدير إدارة موحدة للممتلكات الاتحادية.
- الإدارة E (السياسة الأوروبية): مسؤولة عن تنسيق السياسة الاقتصادية والمالية الأوروبية للحكومة الألمانية بموجب معاهدة الاتحاد الأوروبي.

## وكالات تابعة

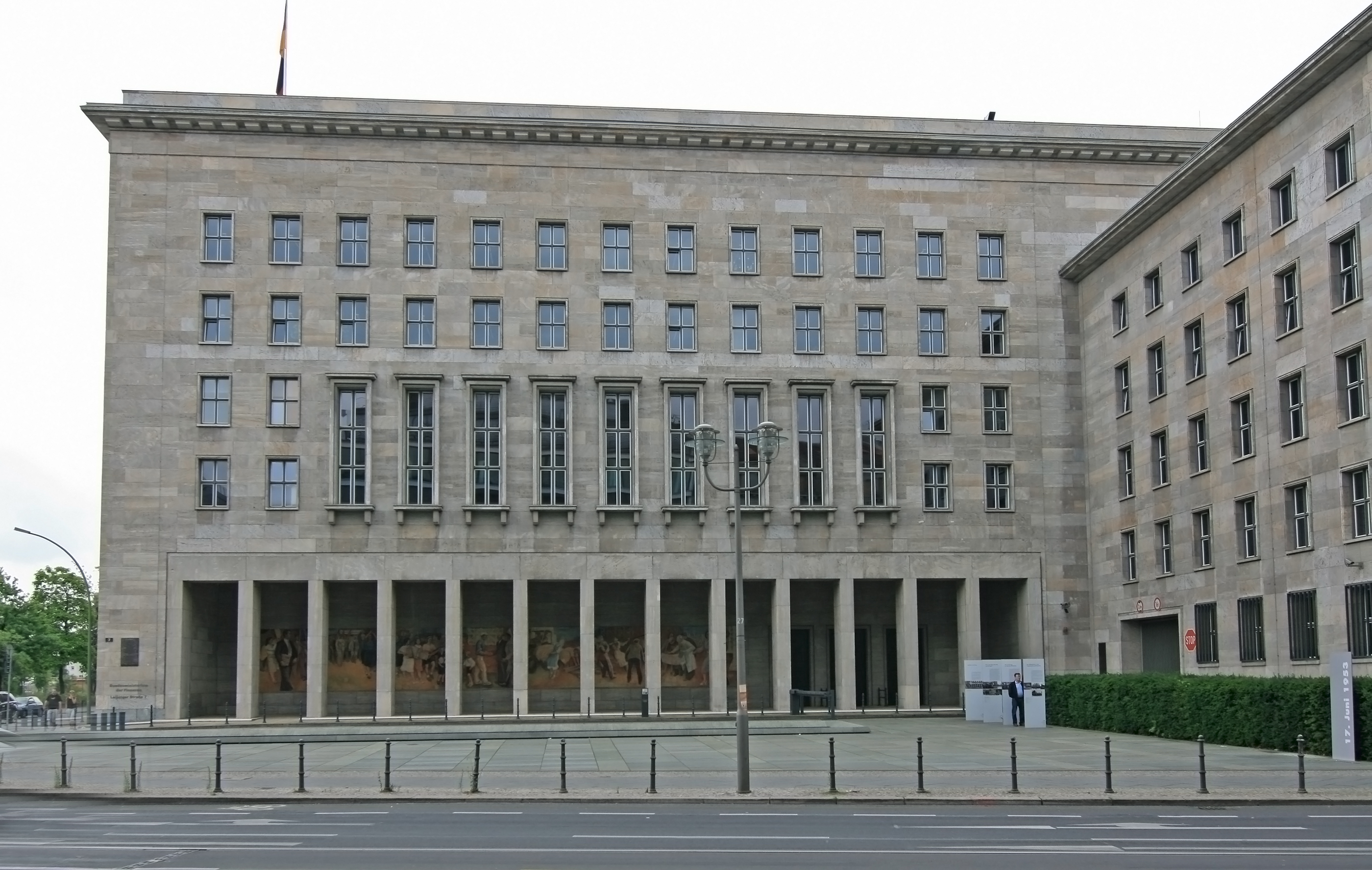
مقر الوزارة في برلين

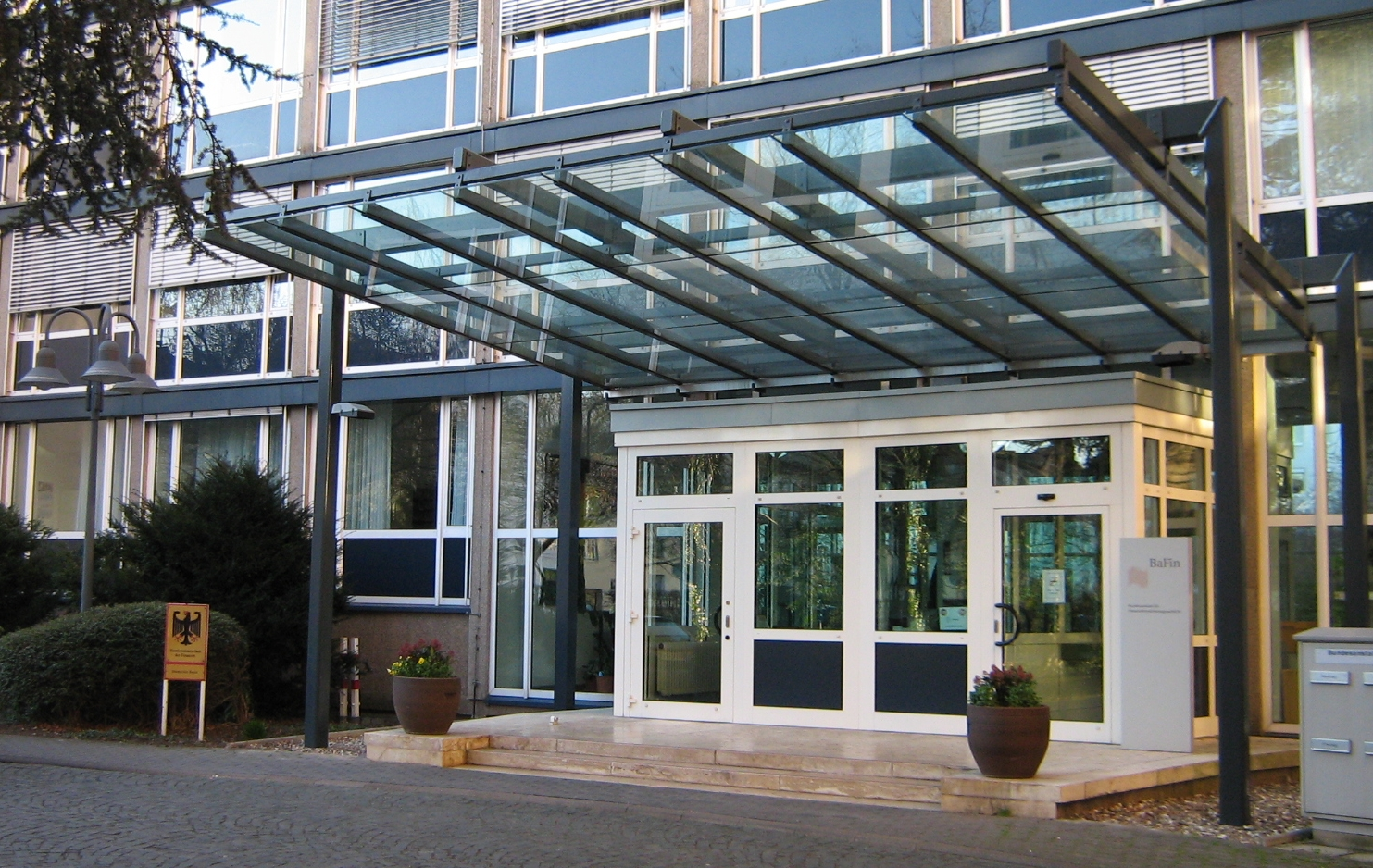
مدخل مقر الوزارة في بون

تدير الوزارة الاتحادية مباشرةً الوكالات التالية:
- السلطات الاتحادية العليا
  - مكتب الضرائب المركزي الاتحادي (BZSt)
  - المكتب الاتحادي للخدمات المركزية وقضايا الممتلكات التي لم يتم حلها (BADV)
  - المكتب الاتحادي لمساواة الأعباء (BAA)
  - الإدارة الاتحادية لاحتكار المشروبات الكحولية (BfB)
- السلطات المتوسطة والمحلية
  - إدارة الجمارك
    - مكتب التحقيقات الجمركية (ZKA)
    - 5 مكاتب مالية اتحادية
    - 43 مكتب جمركي محلي
    - 8 مكاتب تحقيق جمركي محلية
- وكالات أخرى
  - مركز معالجة البيانات وتكنولوجيا المعلومات (ZIVIT)
  - مركز التدريب والمعرفة (BWZ)

وتشمل الكيانات المستقلة من الناحية القانونية في محفظة الوزارة الأوسع نطاقا:
- هيئة الرقابة المالية الاتحادية (BaFin)
- صندوق استقرار السوق المالية (SoFFin)
- الوكالة الاتحادية لتثبيت الأسواق المالية (FMSA)
- معهد العقارات الاتحادية (BImA)
- المعهد الاتحادي للمهام الخاصة الناشئة عن التوحيد (BvS)
- الوكالة الاتحادية للبريد والاتصالات (BAnst PT)
  - خدمة المعاشات الاتحادية للبريد والاتصالات (BPS-PT)
  - صندوق حوادث البريد الاتصالات (UKPT)
  - مؤسسة المتحف للبريد والاتصالات (MusStiftPT)

## وزراء المالية
الحزب السياسي:
  الاتحاد الاجتماعي المسيحي
  الاتحاد الديمقراطي المسيحي
  الديمقراطي الحر
  الديمقراطي الاجتماعي
| الاسم (ولادة-وفاة) | الاسم (ولادة-وفاة)                    | الصورة    | الحزب | مدة تولي المنصب      | مدة تولي المنصب      | المستشار (الحكومة)                                                                                     |
| ------------------ | ------------------------------------- | --------- | ----- | -------------------- | -------------------- | --- |
| 1                  | فريتز شيفر (1888–1967)                |           | CSU   | 20 أيلول 1949        | 29 تشرين الأول 1957  | كونراد أديناور (• حكومة أديناور الأولى • حكومة أديناور الثانية)                                        |
| 2                  | فرانتس ايتسل (1902–1970)              |           | CDU   | 29 تشرين الأول 1957  | 14 تشرين الثاني 1961 | كونراد أديناور (حكومة أديناور الثالثة)                                                                 |
| 3                  | هاينتس شتاركه (1911–2001)             |           | FDP   | 14 تشرين الثاني 1961 | 19 تشرين الثاني 1962 | كونراد أديناور (حكومة أديناور الرابعة)                                                                 |
| 4                  | رولف دالغرون (1908–1969)              |           | FDP   | 14 كانون الأول 1962  | 28 تشرين الأول 1966  | كونراد أديناور (حكومة أديناور الخامسة) لودفيغ إيرهارت (• حكومة إيرهارد الأولى • حكومة إيرهارد الثانية) |
| 5                  | كورت شموكير (1919–1996)               |           | CDU   | 8 تشرين الثاني 1966  | 30 تشرين الثاني 1966 | لودفيغ إيرهارت (حكومة إيرهارد الثانية)                                                                 |
| 6                  | فرانتس يوسف شتراوس (1915–1988)        |           | CSU   | 1 كانون الأول 1966   | 21 تشرين الأول 1969  | كورت غيورغ كيزينغر (حكومة كيزينغر)                                                                     |
| 7                  | أليكس مولر (1903–1985)                |           | SPD   | 22 تشرين الأول 1969  | 13 أيار 1971         | ويلي براندت (حكومة براندت الأولى)                                                                      |
| 8                  | كارل شيلر (1911–1994)                 |           | SPD   | 13 أيار 1971         | 7 تموز 1972          | ويلي براندت (حكومة براندت الأولى)                                                                      |
| 9                  | هلموت شميت (1918–2015)                |           | SPD   | 7 تموز 1972          | 1 أيار 1974          | ويلي براندت (• حكومة براندت الأولى • حكومة براندت الثانية)                                             |
| 10                 | هانز آبل (1932–2011)                  |           | SPD   | 16 أيار 1974         | 15 شباط 1978         | هلموت شميدت (• حكومة شميدت الأولى • حكومة شميدت الثانية)                                               |
| 11                 | هانس ماتهوفر (1925–2009)              |           | SPD   | 16 شباط 1978         | 28 نيسان 1982        | هلموت شميدت (• حكومة شميدت الثانية • حكومة شميدت الثالثة)                                              |
| 12                 | مانفريد لانشتاين (ولادة. 1937)        |           | SPD   | 28 نيسان 1982        | 1 تشرين الأول 1982   | هلموت شميدت (حكومة شميدت الثالثة)                                                                      |
| 13                 | جيرهارد شتولتنبرج (1928–2001)         |           | CDU   | 4 تشرين الأول 1982   | 21 نيسان 1989        | هلموت كول (• حكومة كول الأولى • حكومة كول الثانية • حكومة كول الثالثة)                                 |
| 14                 | تيودور فايغل (ولادة. 1939)            |           | CSU   | 21 نيسان 1989        | 27 تشرين الأول 1998  | هلموت كول (• حكومة كول الثالثة • حكومة كول الرابعة • حكومة كول الخامسة)                                |
| 15                 | أوسكار لافونتين (ولادة. 1943)         |           | SPD   | 27 تشرين الأول 1998  | 18 آذار 1999         | غيرهارد شرودر (حكومة شرودر الأولى)                                                                     |
| 16                 | هانس أيشل (ولادة. 1941)               |           | SPD   | 12 نيسان 1999        | 22 تشرين الثاني 2005 | غيرهارد شرودر (• حكومة شرودر الأولى • حكومة شرودر الثانية)                                             |
| 17                 | بيير شتاينبروك (ولادة. 1947)          |           | SPD   | 22 تشرين الثاني 2005 | 28 تشرين الأول 2009  | أنغيلا ميركل (حكومة ميركل الأولى)                                                                      |
| 18                 | فولفغانغ شويبله (ولادة. 1942)         |           | CDU   | 28 تشرين الأول 2009  | 24 تشرين الأول 2017  | أنغيلا ميركل (• حكومة ميركل الثانية • حكومة ميركل الثالثة)                                             |
| 19                 | بيتر ألتماير (بالوكالة) (ولادة. 1958) |           | CDU   | 24 تشرين الأول 2017  | 14 آذار 2018         | أنغيلا ميركل (حكومة ميركل الثالثة)                                                                     |
| 20                 | أولاف شولتس (ولادة. 1958)             | zentriert | SPD   | 14 آذار 2018         | 8 كانون الأول 2021   | أنغيلا ميركل (حكومة ميركل الرابعة)                                                                     |
| 20                 | كريستيان ليندنر (مواليد 1979)         |           | FDP   | 8 كانون الأول 2021   | في المنصب            | أولاف شولتس (حكومة شولتس)                                                                              |

## روابط خارجية
- الموقع الرسمي (بالألمانية)